# Nikolay Ozolin
Nikolay Ozolin (en russe : Николай Георгиевич Озолин, Nikolaï Gueorgueïevitch Ozoline), né le 2 novembre 1906 à Komarowo et décédé le 25 juin 2000 à Moscou, est un athlète soviétique spécialiste du saut à la perche. Devenu par la suite entraîneur et scientifique, certains des athlètes qu'il entraînait ont obtenu des médailles olympiques. Un mémorial Vladimir Diakov et Nikolay Ozolin se tient annuellement à Moscou depuis 1993.

## Biographie
Le 17 juin 1937 à Moscou, Ozolin établit la meilleure performance européenne de tous les temps en franchissant 4,26 m mais cette performance n'est pas ratifiée comme record d'Europe d'athlétisme. De même, à Kiev le 2 octobre 1938 et à Moscou le 31 juillet 1939, il passe respectivement 4,29 m et 4,30 m mais ces performances ne sont pas ratifiées.
Il est décoré de l'Ordre de Lénine. En 1957, il a été élu entraîneur de l'année de l'URSS.

### Palmarès
| Date | Compétition           | Lieu | Résultat | Performance |
| ---- | --------------------- | ---- | -------- | ----------- |
| 1946 | Championnats d'Europe | Oslo | 2e       | 4,10 m      |

### Records
| Épreuve          | Performance | Lieu   | Date         |
| ---------------- | ----------- | ------ | ------------ |
| Saut à la perche | 4,30 m      | Moscou | 31 août 1939 |